# Gerald R. Ford-klasse
De Gerald R. Ford-klasse (ook wel Ford-klasse) is de nieuwste generatie van Amerikaanse supervliegdekschepen. De klasse is vernoemd naar oud-president Gerald Ford. Ook het vlaggenschip uit de klasse kreeg intussen deze naam toegewezen. Voor die naamgeving stond de klasse eerst bekend als het CVNX-vliegdekschipprogramma en daarna als het CVN-21-vliegdekschipprogramma. De klasse bestaat uit vier schepen, met pennantnummers "CVN-78" tot en met "CVN-81". Het eerste schip heet de USS Gerald R. Ford, de tweede USS John F. Kennedy, in opvolging van USS John F. Kennedy (CV-67) en de derde USS Enterprise, in opvolging van USS Enterprise (CV-6) en USS Enterprise (CVN-65). Het vierde schip heet de USS Doris Miller (CVN-81).

## Kenmerken
De vliegdekschepen van de Ford-klasse worden aangedreven door een nieuw type drukwaterreactor. Elk schip krijgt twee van die reactoren die drie keer zoveel elektriciteit produceren als die van de Nimitz-klasse. De klasse is ontworpen om minder op te vallen op radar. De vliegtuigen worden gelanceerd door elektromagnetische katapulten en niet langer met stoom. Verder is ook de vereiste bemanning verminderd. Volgens de Amerikaanse zeemacht zal die moderne uitrusting en automatisering de kosten van de vliegdekschepen drukken.

## Bouw
Het eerste schip uit de Ford-klasse is de USS Gerald R. Ford. De bouw ervan is begonnen in 2005, de kiel is gelegd in 2009 en het schip is 2017 in dienst genomen. De romp van het schip is gebaseerd op die van de voorgaande Nimitz-klasse. Verder is het ontwerp totaal verschillend. Zo is het eiland veel kleiner dan voorheen ontworpen en voorzien voor uitbreiding met toekomstige technologieën. De kostprijs wordt geraamd op $13 (€9,6) miljard, inclusief $5 miljard ontwikkelingskosten voor de gehele klasse. Op de Gerald R. Ford volgen nog drie vliegdekschepen. De Gerald R. Ford vervangt de USS Enterprise. USS John F. Kennedy vervangt USS Nimitz (CVN-68). USS Enterprise zal USS Dwight D. Eisenhower (CVN-69) vervangen. Als het de bedoeling is die klasse volledig te vervangen zijn er in totaal elf schepen nodig.

## Schepen
- USS Gerald R. Ford (CVN-78): Besteld in 2008, indienststelling 2017.
- USS John F. Kennedy (CVN-79): Besteld in 2009 en indienst gesteld in 2020.
- USS Enterprise (CVN-80): Besteld in 2017 en indienststelling voor 2027.
- USS Doris Miller (CVN-81): Bestelling gepland voor 2026 voor indienststelling in 2032